# 1 złoty 1928 Wieniec zbożowy
1 złoty 1928 Wieniec zbożowy – moneta próbna okresu złotowego II Rzeczypospolitej wybita według projektu Józefa Aumillera z datą roczną 1928.
Moneta należy do serii czterech próbnych złotówek z 1928 r. zaprojektowanych przez Józefa Aumillera, z których żadna nie stała się wzorem dla wprowadzonej w 1929 r. monety niklowej o tym nominale.
Na monecie nie ma napisu „PRÓBA”, a na rewersie za napisem „ZŁOTY” znajduje się znak mennicy.

## Rys historyczny
Jako element reformy walutowej Władysława Grabskiego rozporządzeniem Prezydenta Rzeczypospolitej Polskiej z 20 stycznia 1924 r., znowelizowanym w kwietniu tego samego roku, wprowadzono między innymi srebrną (próby 750) monetę jednozłotową, o masie 5 gramów i średnicy 23 mm, której wzór został ustalony rozporządzeniem Ministra Skarbu z 26 maja 1924 r. razem z wzorami pozostałych planowanych do wprowadzenia do obiegu nominałów monet od 1 grosza do 100 złotych.
Rozporządzeniem Prezydenta Rzeczypospolitej Polskiej z 5 listopada 1927 r. zmieniono system monetarny, zastępując między innymi srebrną monetę jednozłotową odpowiednikiem w niklu o parametrach: masa – 7 gramów, średnica – 25 mm.
Cztery projekty wzoru niklowej złotówki przygotował kierownik artystyczny Mennicy Państwowej – Józef Aumiller, który prowadził również dział medalierski. Monety te miały identyczny rysunek awersu z datą 1928, z rysunkiem godła zgodnym z zaprojektowanym przez Zygmunta Kamińskiego i wprowadzonym w grudniu 1927 r. (Dz.U. z 1927 r. nr 115, poz. 980).
Rewersy Aumillera miały tradycyjną kompozycję. W centralnej części umieszczony został nominał otoczony jednym z czterech wieńców:
- zbożowym,
- dębowym,
- kwiatowym przewiązanym u dołu,
- kwiatowym nieprzewiązanym u dołu.

Projekty te nie znalazły uznania. W rozpisanym konkursie wybrano do realizacji projekt M. Kotarbińskiego, w którym nominał otoczony był ornamentem geometrycznym w stylu art déco.

## Awers
Na tej stronie znajduje się godło – orzeł w koronie według wzoru z grudnia 1927 r., dookoła w otoku napis: „RZECZPOSPOLITA POLSKA”, na samym dole rok – 1928, po obydwu stronach którego umieszczono spłaszczone gwiazdy sześcioramienne.

## Rewers
Rysunek rewersu to nominał „1" otoczony wieńcem z kłosów zboża, poniżej otokowo napis „ZŁOTY”, za którym znajduje się herb Kościesza – znak mennicy w Warszawie.

## Opis
Monetę wybito w Mennicy Państwowej, z rantem gładkim, na krążku o średnicy 25 mm w:
- brązie (masa 7,1 grama, nakład 125 sztuk),
- niklu (masa 6,9–7,1 grama, nakład 15 sztuk) oraz
- tombaku (masa 5,72–6 gramów, nakład 8 sztuk).

Pod koniec drugiego dziesięciolecia XXI w. ze znanych monet II Rzeczypospolitej złotówka z wieńcem zbożowym z 1928 r. jest:
- jednym z czterech wzorów próbnych złotówek z wieńcami przygotowanych przez Józefa Aumillera w 1928 r.,
- jedną z dziewięciu złotówek, obok:
  - obiegowej złotówki wzoru 1924 – projektu Tadeusza Breyera,
  - próbnej 1 złoty 1928 Wieniec dębowy – również projektu Józefa Aumillera,
  - próbnej 1 złoty 1928 Wieniec kwiatowy przewiązany – również projektu Józefa Aumillera,
  - próbnej 1 złoty 1928 Wieniec kwiatowy nieprzewiązany – również projektu Józefa Aumillera,
  - próbnej 1 złoty 1929 Wieniec kwiatowy nieprzewiązany – awers projektu M.Kotarbińskiego, rewers projektu Józefa Aumillera,
  - obiegowej złotówki z 1929 – projektu M.Kotarbińskiego.
  - wersji próbnej o średnicy 20 mm obiegowej złotówki 1929 z napisem „PRÓBA” – projektu M. Kotarbińskiego.
  - próbnej 1 złoty 1932 Polonia – projektu Antoniego Madeyskiego.

## Odmiany
W obrocie kolekcjonerskim spotykane są również odbitki w miedzi o masie 7 gramów, wybite w nieznanym nakładzie.